# Pozzo della Fortezza
Il pozzo della Fortezza è un pozzo-cisterna situato nella piazza d'Armi del bastione Fortezza della città di Grosseto.

## Storia
L'opera venne commissionata dai Medici e progettata dall'architetto fiesolano Raffaello Pagni; i lavori di costruzione si conclusero nel 1590, anno in cui fu costruito anche il pozzo della Bufala nel chiostro di San Francesco.
La costruzione del pozzo fu il coronamento di un vasto sistema di ingegneria idraulica che consentiva la raccolta e l'accumulo fino a 500 metri cubi totali di acqua piovana, la sua depurazione e a susseguente distribuzione, sia all'interno della cittadella militare che in buona parte del centro storico di Grosseto.
Il pozzo andò incontro ad un lungo periodo di declino tra il XIX secolo e gli inizi del XX secolo. In seguito venne rimosso, smontato, restaurato e ricollocato nella sua ubicazione originaria soltanto negli anni novanta.

## Descrizione
Il pozzo della Fortezza si trova al centro della piazza d'Armi, nel punto più rialzato della piazza.
Si presenta a forma ottagonale, con strutture rivestite in travertino che poggiano su un sottostante basamento e delimitano l'apertura, attraverso la quale veniva convogliata l'acqua piovana nell'ampia cisterna sottostante, ancora presente ma non più in uso. La parte alta è chiusa da una grata metallica per motivi di sicurezza. Sul pozzo è collocato lo stemma mediceo, a testimonianza e ricordo della famiglia fiorentina che ne volle la realizzazione.
L'ampia cisterna interrata, suddivisa in una vasca principale centrale e in otto vasche minori laterali, è situata al di sotto della pavimentazione laterizio e pietra serena che caratterizza la piazza, disponendosi a raggiera per motivi funzionali.